# دی باس
در مبحث رایانش، D-Bus یک ساز و کار ارتباط میان‌پردازشی و یک مکانیزم Remote Procedure Call می‌باشد که میان چندین برنامهٔ(فرایند) که به طور همزمان روی یک ماشین اجرا می‌شوند امکان برقراری ارتباط را فراهم می‌سازد. D-Bus به عنوان قسمتی از پروژهٔ freedesktop.org توسعه یافته بود و به منظور استانداردسازی سرویس‌های لینوکس مربوط به محیط رومیزی مانند گنوم و کی دی ای توسط هاواک پنینگتون از شرکت رد هت آغاز شد.
D-Bus یا Desktop Bus، دسترسی به اطلاعات سخت افزار را تجرید می‌کند به این معنا که یک لایه از انتزاع روی سخت افزار قرار می‌دهد. D-Bus به عنوان یک دیمِن اجرا می‌شود و قابلیت برقراری ارتباط با یکدیگر را در اختیار فرایندها می‌گذارد در نتیجه با استفاده از D-Bus فرایندها می‌توانند با یکدیگر ارتباط برقرار کنند و همینطور قابلیت ثبت‌نام برای آگاه شدن از رویدادهای سخت‌افزاری(مثلاً وصل شدن یک دستگاه USB به رایانه) یا رویدادهای نرم‌افزاری(مثلاً به پایان رسیدن فرایندی که برنامه‌ای در حال اجرای آن است) که نرم‌افزارهای دیگر ایجاد میکنند را در اختیار فرایندها قرار می‌دهد.

## مرور
D-Bus یک ساز و کار ارتباط میان پردازشی است که در آغاز برای جایگزینی سامانهٔ ارتباطی نرم‌افزار بر پایهٔ پیکرپارِ مورد استفادهٔ محیط‌های رومیزی گنوم و کی‌دی‌ای (به ترتیب مانند کوربا و DCOP) طراحی شد.
D-Bus یک انتزاع نرم‌افزار-گذرگاه را فراهم کرده که تمامی ارتباطات میان یک گروه از فرایندها را بر روی یک کانال اشتراکیِ مجازی گرد آوری می‌کند.
فرایندهایی که به گذرگاه D-Bus متصل هستند از شیوهٔ پیاده‌سازی آن اطلاعی ندارند، اما گذرگاه D-Bus ارتباط تمامی فرایندهایی که به گذرگاه وصل هستند (با یکدیگر) را تضمین و فراهم می‌کند. یعنی تمامی فرایندهایی که به گذرگاه وصل هستند می‌توانند از طریق D-Bus با یکدیگر ارتباط داشته باشند.